# 944 TCN
944 TCN là một năm trong lịch La Mã.